# Brent Hayden
Brent Hayden (* 21. Oktober 1983 in Maple Ridge) ist ein kanadischer Schwimmer.
Bei den Schwimmweltmeisterschaften 2005 in Montreal gewann er mit den kanadischen Schwimmstaffeln über 4 × 200 m und 4 × 100 m jeweils die Silbermedaille. Zwei Jahre später bei den Welttitelkämpfen in Melbourne wurde er gemeinsam mit Filippo Magnini Weltmeister über 100 m Freistil.

## Rekorde
| Weltrekorde (1)                                                       | Weltrekorde (1) | Weltrekorde (1) | Weltrekorde (1) |
| --------------------------------------------------------------------- | --------------- | --------------- | --------------- |
| 4 × 200 m Freistil (Kurzbahn) (mit Russell, Hirniak und Greenshields) | 06:51,05 min    | 7. August 2009  | Leeds           |
| (Stand: 7. August 2010)                                               |                 |                 |                 |